# Луцій Мененій Агріппа Ланат
Луцій Мене́ній Агрі́ппа Лана́т (лат. Lucius Menenius Agrippa Lanatus; V століття до н. е.) — політик і державний діяч Римської республіки, консул 440 року до н. е.

## Біографія
Походив з патриціанського роду Мененіїв. Був сином Тіта Мененія Ланата, консула 477 року до н. е. Про молоді роки Агріппи Мененія згадок у джерелах немає.
У 440 році до н. е. його було обрано консулом разом з Прокулом Геганієм Мацеріном. За час його каденції у Римі розпочався голод. Навіть римський префект не зміг забрати зерно в інших підвладних Риму міст. Цим скористався багатий вершник Спурій Мелій. Він в Етрурії закупив зерно, яке почав за безцінь продавати населенню, здобувши цим значний авторитет й популярність, маючи на меті повалити законну владу і стати царем. Консули не змогли ефективно завадити зростанню впливу Спурія Мелія в Римі. Край цьому зуміли покласти лише наступні консули — його син Агріппа Мененій Ланат і Тіт Квінкцій Капітолін Барбат. За цих обставин було призначено диктатора 80-річного Луція Квінкція Цинцінната, який наказав своєму заступнику — начальнику кінноти Гаю Сервілію Структу Агалі вбити Спурія Мелія, що той успішно особисто зробив.
Про подальшу долю Луція Мененія Агріппи Ланата відомостей не збереглося.